# Simpson (Luisiana)
Simpson es una villa ubicada en la parroquia de Vernon, Luisiana, Estados Unidos. Según el censo de 2020, tiene una población de 585 habitantes.

## Geografía
La localidad está ubicada en las coordenadas 31°15′53″N 93°0′58″O / 31.26472, -93.01611 (31.264633, -93.016124). Según la Oficina del Censo de los Estados Unidos, Simpson tiene una superficie total de 21.15 km², de la cual 21.03 km² corresponden a tierra firme y 0.12 km² es agua.

## Demografía
Según el censo de 2020, hay 585 personas residiendo en Simpson. La densidad de población es de 27,82 hab./km². El 92.5% son blancos, el 2.7% son afroamericanos, el 0.7% son amerindios, el 0.2% es asiático, el 0.5% son isleños del Pacífico, el 0.3% son de otras razas y el 3.1% son de dos o más razas. Del total de la población, el 2.9% son hispanos o latinos de cualquier raza.